# Валтер Крюгер
Валтер Крюгер (на немски: Walter Krüger) е немски офицер служил по време на Първата и Втората световна война.

## Биография

### Ранен живот и Първа световна война (1914 – 1918)
Валтер Крюгер е роден на 23 март 1892 г. в Цайц, Германска империя. През 1909 г. се присъединява към армията като офицерски кадет от пехотата. През 1911 г. е произведен в офицер и е прехвърлен в кавалерията. По време на Първата световна война служи в различни взводни, ротни и батальони подразделения.

#### Междувоенен период
В междувоенния период служи в Райхсвера, където командва кавалерийски подразделения и полкове. Преди началото на войната е издигнат до чин полковник.

### Втора световна война (1939 – 1945)
Между 1937 и 1939 г. командва 19-и кавалерийски полк, а през 1939 г. 171-ви пехотен полк. На 1 октомври 1940 г. е произведен в чин генерал-лейтенант. Между 1940 и 1941 г. командва 1-ва стрелкова бригада. Между 17 юли 1941 и 1 януари 1944 г. командва 1-ва танкова дивизия. През октомври 1943 г. заема поста действащ командир на 68-и корпус, а между януари 1944 и 25 март 1945 г. е командир на 58-и танков корпус. На 1 май 1944 г. е произведен в чин генерал от танковите войски. Между 13 април и 1 май 1945 г. командва 4-ти военен окръг (на немски: Wehrkreis IV).

#### Пленяване и смърт
Пленен е от американските войски на 10 май 1945 г. и е пуснат през юни 1947 г. Умира на 11 юли 1973 г.

## Военна декорация
- Германски орден „Железен кръст“ (1914) – II (9 октомври 1914) и I степен (29 юли 1916)
- Рицарски кръст на германския орден „Свети Хайнрих“ (29 април 1918)
- Германски орден „Кръст на честта“ (?)
- Германски орден Железен кръст (1939, повторно) – II (12 май 1940) и I степен (13 май 1940)
- Германски медал „За зимна кампания на изтока 1941/42 г.“ (?)
- Германска Танкова значка (?)
- Орден „Германски кръст“ (1942) – златен (8 март 1942)
- Рицарски кръст с дъбови листа
  - Носител на Рицарски кръст (15 юли 1941)
  - Носител на Дъбови листа № 373 (5 юни 1944)
- Упоменат в ежедневния доклад на „Вермахтберихт“ (14 декември 1943)